# Золотое сечение (художественная группа)
«Золотое сечение» (фр. Section d’Or) — название художественной выставки 1912 г. в парижской галерее Ла Буэтье и творческого объединения, основанного годом ранее в Париже, в которое входили А. П. Архипенко, Ж. Брак, Ж. Вийон, его братья: скульптор Р. Дюшан-Вийон и живописец М. Дюшан, А. Глёз, Х. Грис, Р. Делоне, Ф. Купка, Ф. Леже, Л. Маркуссис, Ж. Метценже, П. Пикассо, Х. Торрес-Гарсия, Р. де Ла Фресней. Многие из них ранее состояли в группе Пюто.
В 1913 г. М. Дюшан примкнул к дадаистам. Инициатор выставки живописец Жак Вийон (настоящее имя: Гастон Дюшан, ранее он входил в группу фовистов), дал ей такое название, желая подчеркнуть гармонические формальные основы синтетического кубизма. Создателями кубизма в 1904 г. были будущие участники объединения: Ж. Брак, А. Глёз, Ж. Метценже, П. Пикассо. В дальнейшем произведения художников группы становились все более рассудочными, рациональными, похожими на абстрактную графику и черчение геометрических фигур. Художники стремились найти ясность и чистоту каждой линии, утонченность ритма и силуэтов. Цвету отводили роль слабой подкраски, локального пятна или эмоционального фона, призванного сообщить пуристским композициям «поэзию». Важную роль в объединении играл живописец Пьер Дюмон (1884—1936). Ранее, в 1907 г., он создал «Группу Тридцати» («Groupe des XXX»), в 1909 г. — «Общество современной живописи Нормандии» (Société Normande de Peinture Moderne). В 1910—1916 гг. он, вместе с Х. Грисом, М. Жакобом и Г. Аполлинером, обитал в общежитии «Бато-Лавуар» на Монмартре. Тогда же Пьер Дюмон издавал самодеятельный журнал «Золотое сечение», имевший важное значение в формировании идей кубизма. Под влиянием выставок «Золотое сечение» складывался орфизм Р. Делоне, пуризм А. Озанфана и Ле Корбюзье, неопластицизм голландской группы «Де Стейл», «Абстракция-Творчество», «Круг и квадрат».